# Tranebergs IP
Tranebergs IP – stadion piłkarski, który był położony w dzielnicy Traneberg (Västerort), w zachodniej części Sztokholmu (Szwecja). Otwarto go w 1911 roku. Obiekt przez 25 sezonów służył jako boisko zespołu Djurgårdens IF. Stadion zburzono w 1936 roku.

## Letnie Igrzyska Olimpijskie 1912
Na Letnich Igrzyskach Olimpijskich w 1912 roku na boisku odbyły się 3 mecze piłki nożnej.
| Data       | Runda                               | Drużyna 1 | Drużyna 2 | Wynik | Publiczność |
| ---------- | ----------------------------------- | --------- | --------- | ----- | ----------- |
| 29 czerwca | Pierwsza runda                      | Włochy    | Finlandia | 2–3   | 600         |
| 30 czerwca | Druga runda                         | Finlandia | Rosja     | 2–1   | 300         |
| 1 lipca    | Turniej pocieszenia, pierwsza runda | Austria   | Norwegia  | 1–0   | 200         |